# توماني ديغوراغا
توماني ديغوراغا (بالفرنسية: Toumani Diagouraga) (9 يونيو 1987 بباريس في فرنسا - ) هو لاعب كرة قدم فرنسي في مركز الوسط. لعب مع باريس سان جيرمان وسويندون تاون وليدز يونايتد ونادي برينتفورد ونادي بورتسموث ونادي روذرهام يونايتد ونادي واتفورد ونادي هيرفورد ونادي بيتربورو يونايتد.

## وصلات خارجية
- توماني ديغوراغا على موقع قاعدة بيانات كرة القدم.إي يو (الإنجليزية)
- توماني ديغوراغا على موقع Soccerbase.com (لاعب) (الإنجليزية)
- توماني ديغوراغا على موقع Soccerway.com (الإنجليزية)
- توماني ديغوراغا على موقع عالم كرة القدم.نت (الإنجليزية)